# یوشکی کراموتو
یُوشکی کُرامُوتو (蔵本 由紀 Kuramoto Yoshiki؟) (متولد ۱۹۴۰) یک فیزیکدان ژاپنی در گروه دینامیک غیرخطی در دانشگاه کیوتو است که مدل کُراموتورا فرموله کرد و همچنین برای معادله کُراموتو-سیواشینسکی شناخته شده‌است. او همچنین کاشف حالت‌های به اصطلاح کایمرا در شبکه‌های نوسانگرهای جفت‌شده‌است.

## یادداشت
1. ↑  Nadis, Steven (20 February 2003). "Complex systems: All together now". Nature. pp. 780–782. Bibcode:2003Natur.421..780N. doi:10.1038/421780a. Retrieved 3 December 2010.